# Principes de reconstruction sociale
Principes de reconstruction sociale (Principles of Social Reconstruction) est un livre de Bertrand Russell publié en 1916 (aux États-Unis en 1917 sous le titre Why Men Fight).

## Contenu
Le livre est composé de huit chapitres.
- The Principles of Growth (Les principes de la croissance)
- The State (L'état)
- War as an institution (La guerre comme institution)
- Property (Propriété)
- Education (Éducation)
- Marriage and the population question (Le mariage et la question de la population)
- Religion and Churches (Religion et Églises)
- What we can do (Ce que nous pouvons faire)